# Jagnięcy Stawek
Jagnięcy Stawek (słow. Malé Červené pliesko) – mały stawek położony na wysokości ok. 1920 m n.p.m. w górnych partiach Doliny Jagnięcej, w słowackiej części Tatr Wysokich. Do Jagnięcego Stawku nie prowadzą żadne znakowane szlaki turystyczne, nie jest dokładnie pomierzony.
Jagnięcy Stawek leży na tarasie w północno-zachodniej części Doliny Jagnięcej, u podnóża Koziej Grani odchodzącej od Jagnięcego Szczytu w grani głównej Tatr Wysokich. Stawek jest najwyżej położonym zbiornikiem wodnym doliny, niżej znajduje się Modry Stawek i Czerwony Staw Kieżmarski.